# 池上美沙
池上 美沙（いけがみ みさ、1976年3月7日 - ）は、日本の元AV女優。

## 略歴
1995年に『18歳解禁』でAVデビュー。3冊目の写真集、あの日に帰りたいの撮影を最後に引退宣言をした。

## 人物
- 趣味：ウィンドショッピング
- 好きな男性のタイプ：真面目でおとなしい人、カラオケ
- 出演のきっかけは街でスカウトされた。
- 初体験は16歳の時の付き合っていた彼と彼の家で。

## 作品

### アダルトビデオ
- 18歳解禁（1995年3月12日、宇宙企画）
- あぶない果実（1995年5月19日、宇宙企画）
- コスプレ天使（1995年7月、英知出版）
- 美少女EROS恋写館 2 大好き（1995年11月、英知出版）
- Search me（1997年1月、英知出版）
- 極[女優編]（2001年12月21日、宇宙企画）他出演:長峰ルミ、かわいなつみ、安里祐加、中原美佑、藤沢京子、河合るみ、井上詩織、澤宮英梨子、松田ちゆり
- 宇宙企画Classic（2002年12月22日、宇宙企画）「18歳解禁」「あぶない果実」を収録
- 宇宙企画 The Complete till 2008 完全限定版（2008年12月26日、宇宙企画）他多数出演

### 写真集
- 19歳の儀式（1995年7月、平田友二撮影、英知出版）ISBN 978-4754213954
- 大和撫子七変化（1996年3月、藤田健五撮影、英知出版）ISBN 978-4754211189
- あの日に帰りたい（1997年8月、前場輝夫撮影、英知出版）ISBN 978-4754211394
- デジタル・イヴ Vol.1�銀盤美少女大図鑑 (1)金沢文子、池上美沙、青沼ちあさ、小森愛、有賀みほビデオCD付きフォトBOOK（1998年4月、英知出版）ISBN 978-4754251659

## 雑誌
- ベッピンスクール 1996年01月号
- デラべっぴん 1995年09月号、1996年03月号、05月号
- ミルキー通信 1995年08月号（表紙）
- 投稿ニャンニャン倶楽部 1995年7月号（表紙）